# Isaiah Berlin
Isaiah Berlin OM, CBE, FBA (Riga, 6 de junho de 1909 - Oxford, 5 de novembro de 1997) foi um teórico social, filósofo e historiador das ideias. Judeu, de nacionalidade russa, veio a naturalizar-se britânico; embora avesso à escrita, suas aulas e palestras improvisadas foram gravadas e transcritas, com sua palavra falada sendo convertida por seus secretários em ensaios e livros publicados.
Nascido em Riga, na Letónia, em 1909, a família mudou-se para a Rússia, quando Isaiah tinha seis anos, onde veio a testemunhar as revoluções de 1917. Em 1921, seus pais decidem mudar-se para o Reino Unido onde foi educado na St. Paul's School, em Londres e na Corpus Christi College, Oxford. Em 1932, aos 23 anos, Berlim foi eleito para receber uma bolsa de estudos no All Souls College, Oxford. Isaiah traduziu obras de Ivan Turgenev do russo para o inglês e, durante a guerra, trabalhou para o Serviço Diplomático Britânico. De 1957 a 1967 foi Professor de Teoria Social e Política na Universidade de Oxford. Foi presidente da Sociedade Aristotélica de 1963 a 1964. Em 1966, desempenhou um papel na fundação do Wolfson College, em Oxford, tornando-se seu primeiro presidente. Berlim foi nomeado CBE em 1946, nomeado Cavaleiro Celibatário em 1957 e nomeado para a Ordem de Mérito em 1971. Chegou a ser Presidente da Academia Britânica entre 1974 e 1978. Recebeu o Prémio Jerusalém de 1979 por seus escritos sobre liberdade individual, e em 25 de novembro de 1994, recebeu o grau honorário de Doutor em Direito na Universidade de Toronto, ocasião em que preparou um "pequeno credo" (como denominou em uma carta a um amigo) conhecido como "Uma Mensagem para o Século XXI", para ser lido em seu nome na cerimônia.
São realizadas palestras anuais dedicadas a Berlin na Sinagoga de Hampstead, no Wolfson College, Oxford, na British Academy, e em Riga. O trabalho de Berlim sobre a teoria liberal e sobre o pluralismo de valores, bem como sua oposição ao marxismo e ao comunismo, teve uma influência duradoura. Em seu obituário do estudioso, o The Independent declarou que:
| “ | Isaiah Berlin foi frequentemente descrito, especialmente na sua velhice, por meio de superlativos: o maior orador do mundo, o leitor mais inspirado do século, uma das mais brilhantes mentes do nosso tempo ... não há dúvida de que nos mostrou em mais de uma direção as grandes possibilidades abertas do topo do nosso potencial humano. | ” |

## Biografia
Isaiah Berlin nasceu em uma abastada família judia, em Riga, então Império Russo (hoje Letônia), no período compreendido entre a Revolução de 1905 e a Revolução de 1917. Era filho de Mendel Berlin, um industrial madeireiro e descendente direto de Shneur Zalman (fundador do hassidismo Chabad), e de sua mulher, Marie, nascida Volshonok. Passou sua infância em Riga. Depois viveu em Andreapol, uma pequena cidade madeireira, perto de Pskov, que praticamente pertencia à empresa de sua família, e em Petrogrado  (antes São Petersburgo).  A família emigrou para o Reino Unido quando tinha 10 anos.
Estudou na Universidade de Oxford, onde iniciou sua carreira acadêmica como filósofo, lecionando teoria social e política. Destacou-se como historiador das ideias. Teve publicados, dentre outros livros, Karl Marx: His Life and Environment (Karl Marx: a Vida e a Época), Four Essays on Liberty, Against the Current Contra a Situação: Ensaios na História das Ideias, Vico e Herder, O sentido de realidade, Pensadores russos e Limites da utopia: capítulos da história das ideias. Seus ensaios mais conhecidos são The Hedgehog and the Fox (O Ouriço e a Raposa: Um Ensaio sobre a Visão da História de Tolstói) e Two Concepts of Liberty, em que examina a distinção entre duas interpretações do termo liberdade:
- liberdade negativa, ou ausência de impedimentos à ação do indivíduo;
- liberdade positiva, ou presença de condições para que os indivíduos ajam de modo a atingir seus objetivos.[5]

Outro tema fundamental de seu pensamento, intimamente ligado à questão da liberdade negativa e positiva, é a defesa do pluralismo axiológico. Segundo Berlin, os valores produzidos pelos homens não são conciliáveis numa única hierarquia, a tentativa de estabelecer um absoluto implica conflitos e tiranias. A razão não pode definir uma ordem de importância dos valores, ou mensurar os valores, de modo universal, portanto o pluralismo é uma necessidade. Se, por exemplo, o princípio da liberdade for levado a extremos, comprometerá o princípio da igualdade, e se o princípio da igualdade for implantado de modo absoluto, implicará no fim da liberdade. O pluralismo é, assim, um princípio da democracia que permite a coexistência pacífica de distintos interesses, convicções e concessões do bem comum.  Pluralismo e liberdade, nos termos de Berlin, constituem a expressão filosófica da sociedade liberal. Essa problemática tem despertado o interesse de muitos autores que buscam enfrentar o desafio proposto e compatibilizar valores numa escala comum.

## Bibliografia

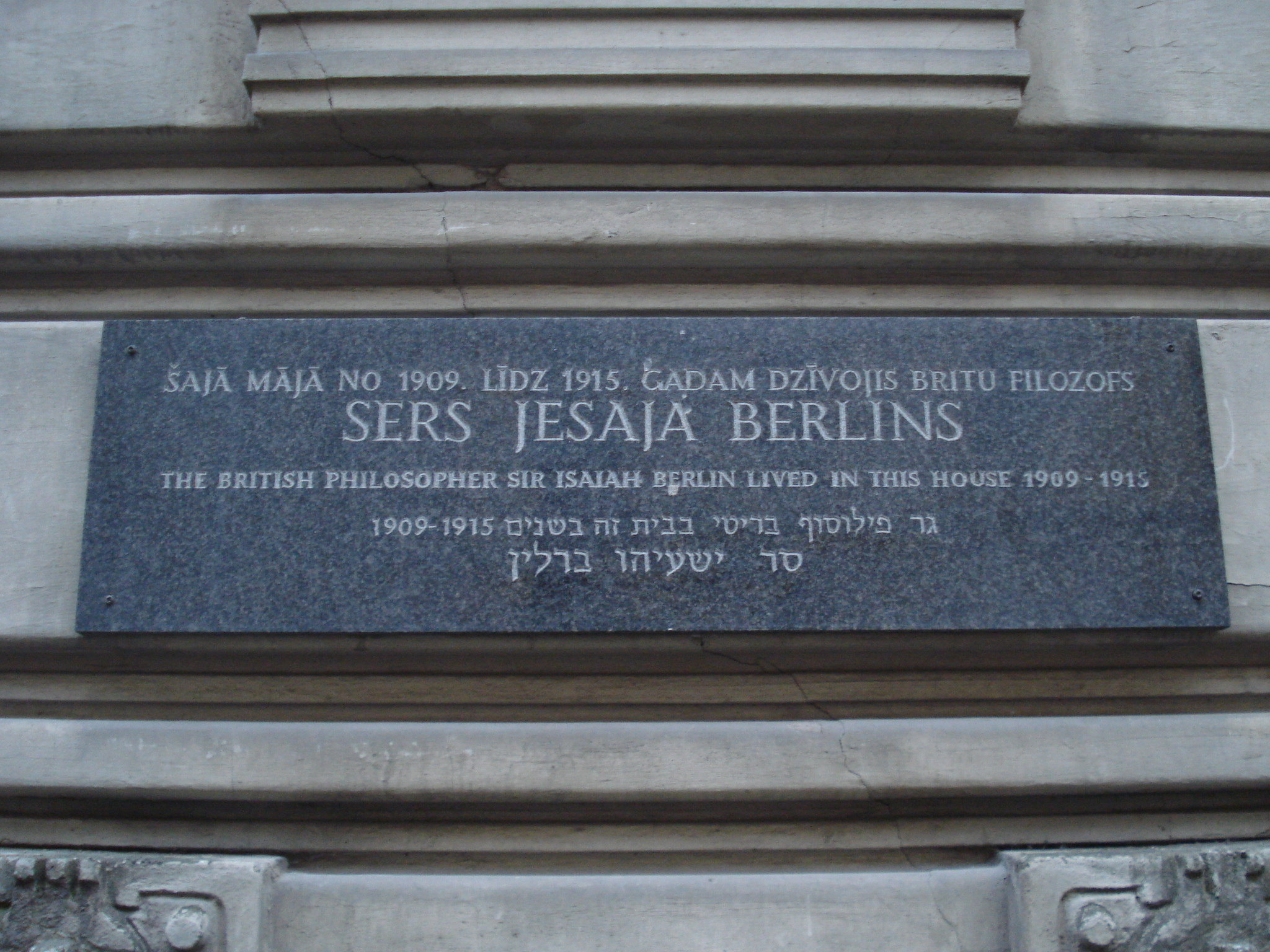
Placa marcando o local onde Berlin passou a infância, em Riga